# Karolina Południowa
Karolina Południowa (ang. South Carolina, wymowa: /ˌsaʊθ kærəˈlaɪnə/ⓘ) – stan w południowo-wschodniej części Stanów Zjednoczonych, graniczący od północy z Karoliną Północną, od południowego zachodu z Georgią. Granicę wschodnią stanowi Ocean Atlantycki.
Karolina Południowa jako ósmy stan ratyfikowała konstytucję USA w 1788 roku. Do 1860 roku 10% spośród 4 milionów amerykańskich niewolników mieszkało w Karolinie Południowej. Stan znany jest ze swojej roli w wojnie secesyjnej i jako pierwszy odłączył się od Unii w grudniu 1860 roku.
Obszar metropolitalny Greenville–Spartanburg–Anderson jest największy w stanie i obejmuje 1,5 mln mieszkańców.

## Symbole stanu
- Dewiza: Dum spiro spero („Dopóki żyję, nie tracę nadziei”)
- Przydomek: Palmetto State („Stan palmy sabalowej”)
- Symbole: jaśmin, palma sabalowa, strzyżyk

## Historia
- 1562–1563 – Francuscy osadnicy hugenoci zakładają osady Charlesfort i Fort Caroline.
- Do połowy XVII wieku pozostawała pod formalnym władaniem Hiszpanii.
- 1663 – Prowincja Karoliny przekazana przez ówczesnego króla Anglii, Karola II Stuarta, ośmiu lordom angielskim.
- 1730 – Podział kolonii na dwie odrębne – Prowincję Karoliny Północnej i Prowincję Karoliny Południowej.
- 1780 – Bitwa pod King's Mountain.
- 1781 – Bitwa pod Cowpens (rewolucja amerykańska).
- 23 maja 1788 – Ratyfikacja konstytucji Stanów Zjednoczonych.
- 20 grudnia 1860 – Anulowanie aktu ratyfikacji konstytucji, początek secesji.
- 12 kwietnia 1861 – Początek ostrzału artyleryjskiego Fortu Sumter przez wojska Konfederacji, początek wojny secesyjnej.
- 16 czerwca 1944 – Stracono George’a Stinneya, najmłodszego skazanego na karę śmierci wykonaną przy wykorzystaniu krzesła elektrycznego.

## Geografia

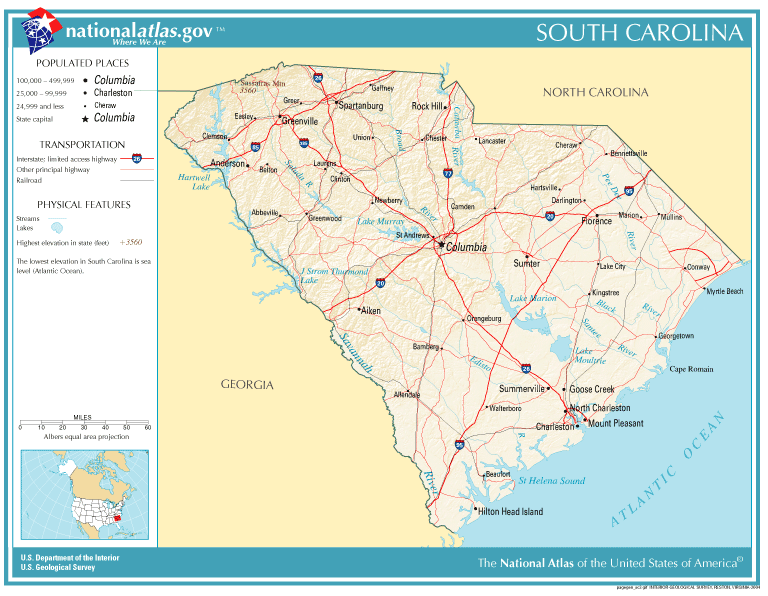
Mapa stanu Karolina Południowa

Karolina Południowa znajduje się na wschodnim wybrzeżu USA w połowie drogi między Nowym Jorkiem a Miami. Na północy graniczy z Karoliną Północną, na południu i zachodzie ze stanem Georgia (granica biegnie wzdłuż rzeki Savannah). Granicę wschodnią stanowi Ocean Atlantycki, którego wybrzeże liczy 297,7 km (185 mil). Administracyjnie jest podzielona na 46 hrabstw.

### Ukształtowanie powierzchni
Około 40% powierzchni stanu zajmuje nadmorska równina, której wyniesienie nad poziom morza zawiera się w przedziale między 15 a 60 m n.p.m. Centralna część także jest równinna a tylko północna i zachodnia część (granica z Georgią i Karoliną Północną) ma charakter podgórski z fragmentem łańcucha Blue Ridge Range należącego do Appalachów. Jednak i tutaj wysokość mieści się w przedziale między 300 a 600 m n.p.m. z nielicznymi wierzchołkami powyżej 915 m. Najwyższy szczyt Karoliny Południowej to Sassafras Mountain o wysokości 1077 m n.p.m.

### Klimat
Klimat Karoliny Południowej należy do grupy klimatów umiarkowanych, ciepłych. Prawie cały obszar należy do klimatu subtropikalnego wilgotnego (w klasyfikacji klimatów Köppena 'Cfa'). Tylko nieliczne, wyniesione tereny podgórskie należą do klimatu umiarkowanego oceanicznego (‘Cfb’). Klimaty te wyróżniają się ciepłym do gorącego lata i umiarkowaną zimą. Temperatura najzimniejszego miesiąca zawiera się w przedziale między –3 °C a 17 °C. Najniższa temperatura zanotowana w Karolinie Południowej miała miejsce 21 stycznia 1985 w Caesars Head i wyniosła –27 °C, podczas gdy najwyższą, 44 °C, zanotowano kilkukrotnie.
Czasami w stan uderzają lub zbliżają się do jego wybrzeża huragany i burze tropikalne.

### Miasta
Na terenie stanu Karolina Południowa znajduje się 271 miast (city lub town), w tym 3 o liczbie ludności przekraczającej 100 000, 41 powyżej 10 000 mieszkańców, a 150 powyżej 1000 mieszkańców (2021  rok).
Lista miejscowości zamieszkanych przez 4000 lub więcej osób (2021 rok):

- Charleston (151 612)
- Columbia (137 541)
- North Charleston (117 472)
- Mount Pleasant (92 398)
- Rock Hill (74 102)
- Greenville (72 095)
- Summerville (51 216)
- Goose Creek (46 229)
- Sumter (42 976)
- Florence (39 958)
- Greer (38 865)
- Spartanburg (38 401)
- Hilton Head Island (38 076)
- Myrtle Beach (37 100)
- Bluffton (32 191)
- Aiken (31 895)
- Anderson (29 284)
- Fort Mill (27 991)
- Mauldin (25 654)
- Simpsonville (24 685)
- North Augusta (24 675)
- Lexington (24 208)
- Easley (23 422)
- Conway (23 119)
- Greenwood (22 221)
- Hanahan (21 480)
- North Myrtle Beach (19 485)
- Clemson (17 986)
- West Columbia (17 466)
- Cayce (13 739)
- Moncks Corner (13 644)
- Tega Cay (13 278)
- Port Royal (13 169)
- Beaufort (12 960)
- Orangeburg (12 482)
- Gaffney (12 424)
- Irmo (11 758)
- James Island (11 602)
- Fountain Inn (10 995)
- Forest Acres (10 560)
- Newberry (10 487)
- Laurens (9319)
- Seneca (8900)
- Hardeeville (8835)
- York (8615)
- Lancaster (8575)
- Georgetown (8333)
- Union (8054)
- Camden (7907)
- Travelers Rest (7771)
- Clinton (7694)
- Hartsville (7588)
- Bennettsville (6955)
- Clover (6949)
- Lyman (6321)
- Marion (6314)
- Dillon (6282)
- Darlington (6092)
- Lake City (5929)
- Walterboro (5463)
- Hollywood (5392)
- Blythewood (5317)
- Central (5296)
- Batesburg-Leesville (5250)
- Chester (5245)
- Cheraw (4963)
- Abbeville (4860)
- Barnwell (4489)
- Belton (4405)
- Isle of Palms (4307)
- Woodruff (4294)
- Surfside Beach (4253)
- Duncan (4151)
- Williamston (4115)
- Walhalla (4095)

## Demografia

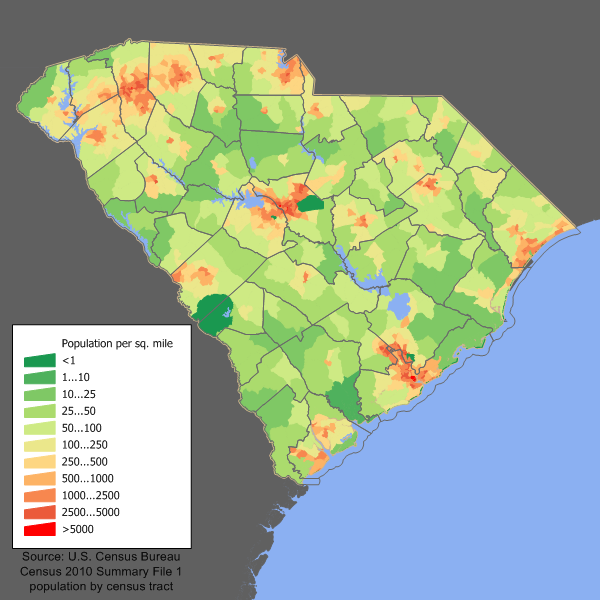
Gęstość zaludnienia w Karolinie Południowej.

Spis ludności z roku 2020 stwierdza, że stan Karolina Południowa liczy 5 118 425 mieszkańców, co oznacza wzrost o 493 061 (10,7%) w porównaniu z poprzednim spisem z roku 2010. Dzieci poniżej piątego roku życia stanowią 5,5% populacji, 21,5% mieszkańców nie ukończyło jeszcze osiemnastego roku życia, a 18,6% to osoby mające 65 i więcej lat. 51,4% ludności stanu stanowią kobiety.

### Język
Najpowszechniej używanymi językami są:
- język angielski – 93,39%
- język hiszpański – 4,23%
- język francuski – 0,31%
- język niemiecki – 0,29%.

### Rasy i pochodzenie
Według danych z 2021 roku, 63,6% mieszkańców stanowiła ludność biała (62,6% nie licząc Latynosów), 25% to ludność czarna lub Afroamerykanie, 6,6% miało rasę mieszaną, 1,7% to Azjaci, 0,38% to rdzenna ludność Ameryki, 0,04% to Hawajczycy i mieszkańcy innych wysp Pacyfiku. Latynosi stanowią 6,3% ludności stanu.
Poza osobami pochodzenia afroamerykańskiego, do największych grup należą osoby pochodzenia angielskiego (12,4%), niemieckiego (9,5%), irlandzkiego (9,3%) i „amerykańskiego” (8,6%). Istnieją także duże grupy osób pochodzenia szkockiego lub szkocko–irlandzkiego (190,5 tys.), włoskiego (173 tys.), meksykańskiego (165,3 tys.), francuskiego lub francusko–kanadyjskiego (99,7 tys.), europejskiego (76,9 tys.), polskiego (76,1 tys.) i afrykańskiego lub arabskiego (60,5 tys.). 

### Religia
Dane z 2014:

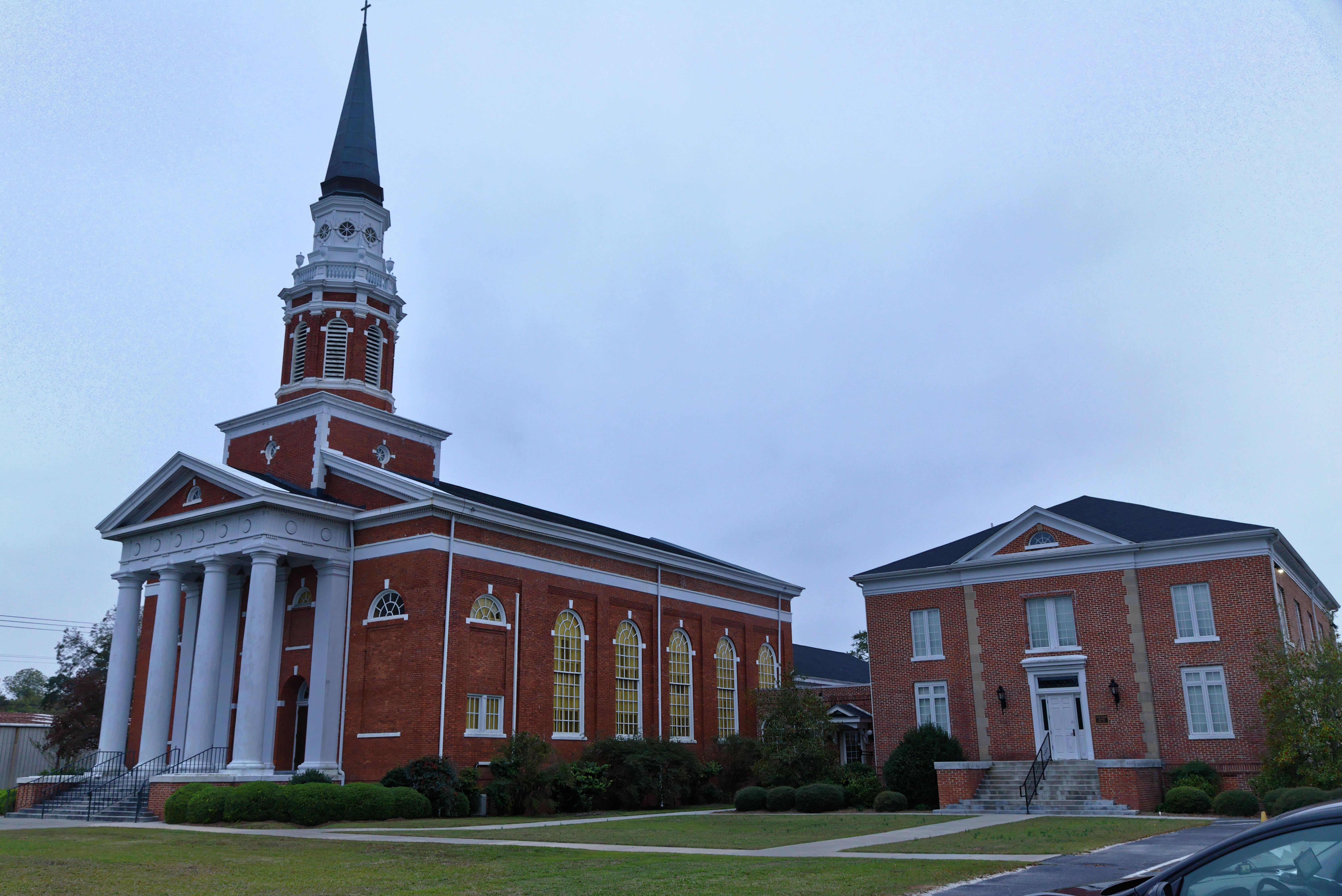
Pierwszy Kościół Baptystyczny w Darlington

- protestanci – 66% (głównie baptyści, metodyści, ewangelikalni i zielonoświątkowcy)
- brak religii – 19% (w tym ateiści – 1% i agnostycy – 3%)
- katolicy – 10%
- mormoni – 1%
- pozostali – 4% (w tym: świadkowie Jehowy, bahaici, muzułmanie, żydzi, prawosławni, hindusi, buddyści i unitarianie uniwersaliści[14]).

## Gospodarka

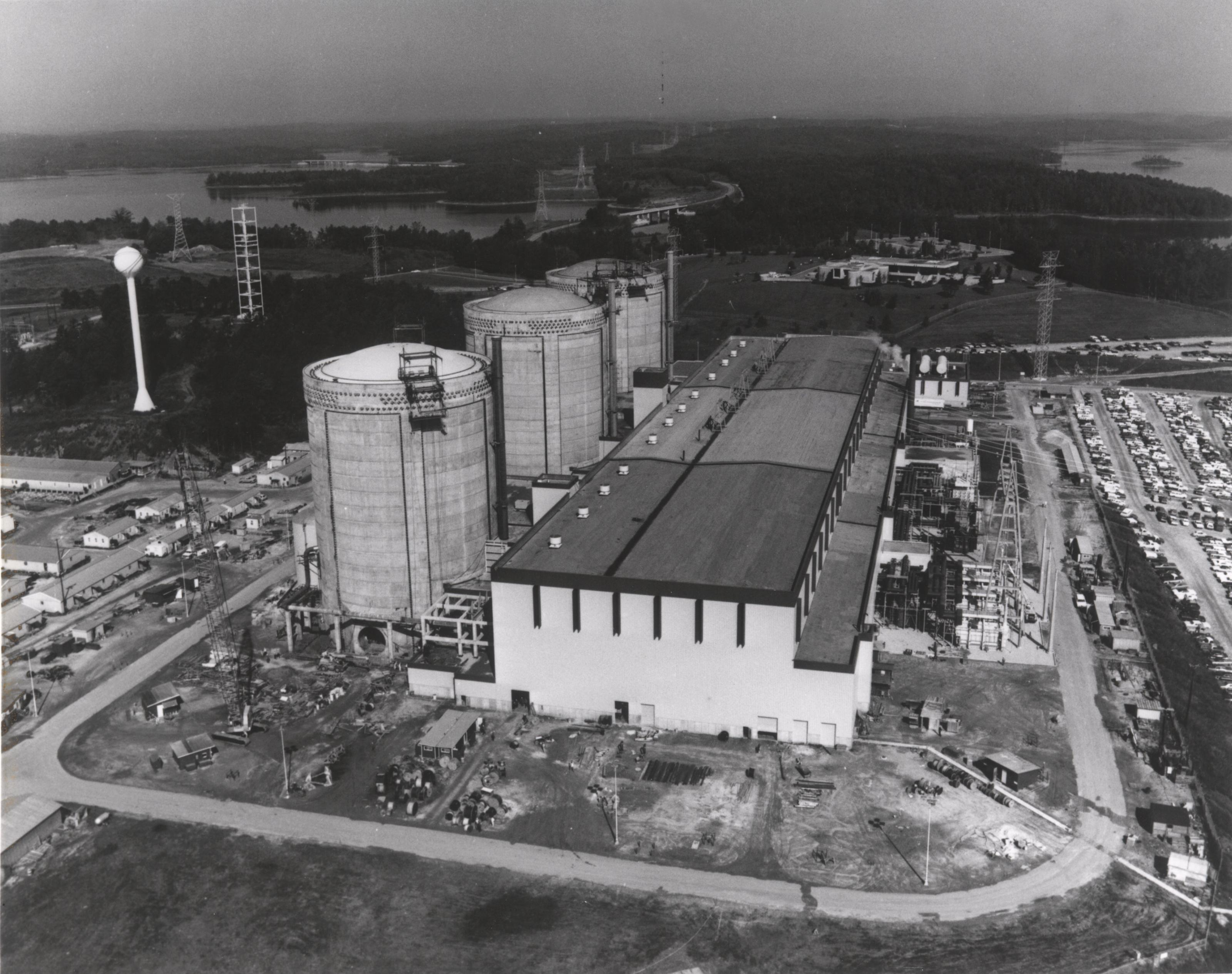
Elektrownia atomowa Oconee (1974), największa na terenie stanu

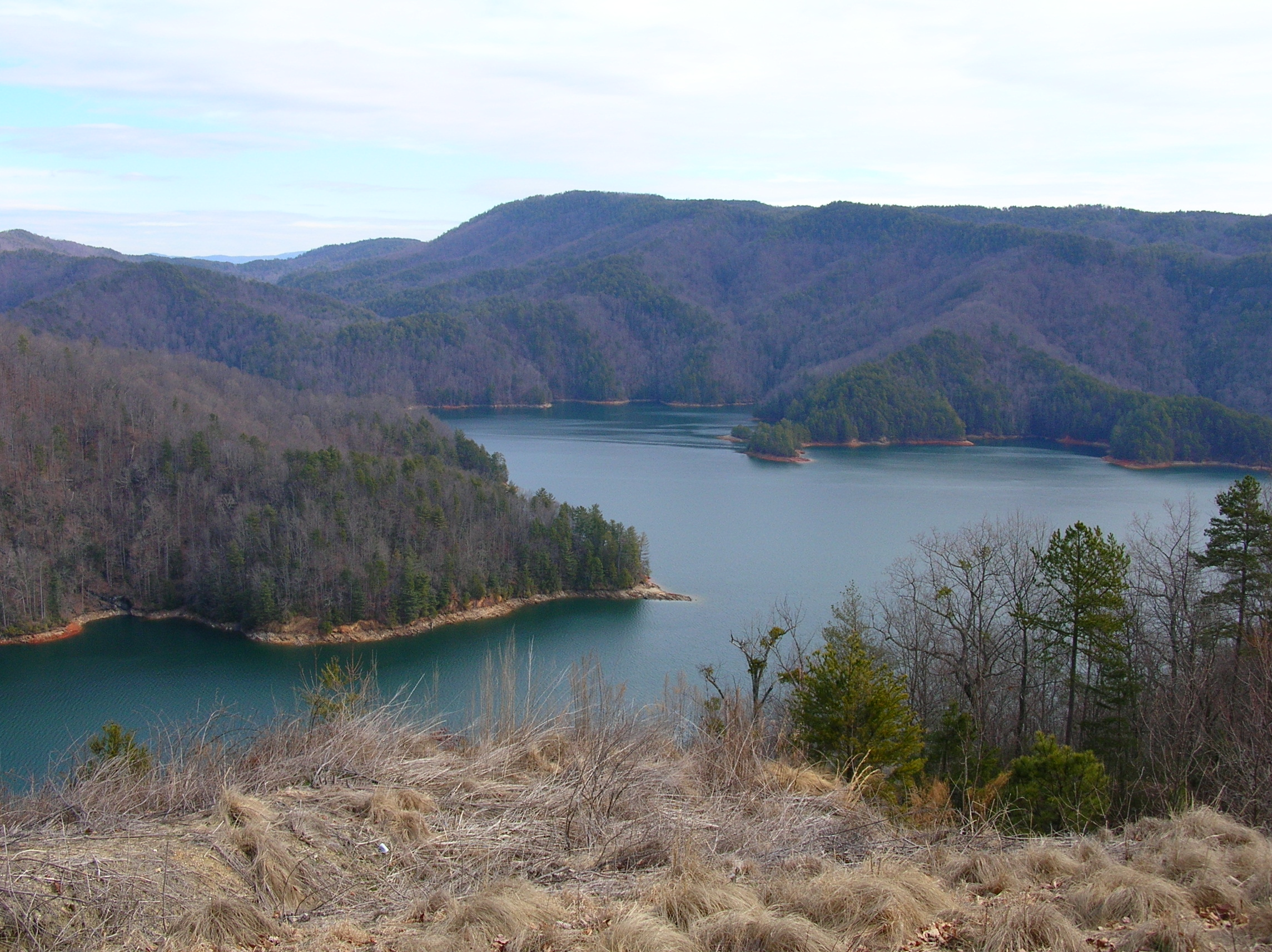
Sztuczne jezioro Jocassee

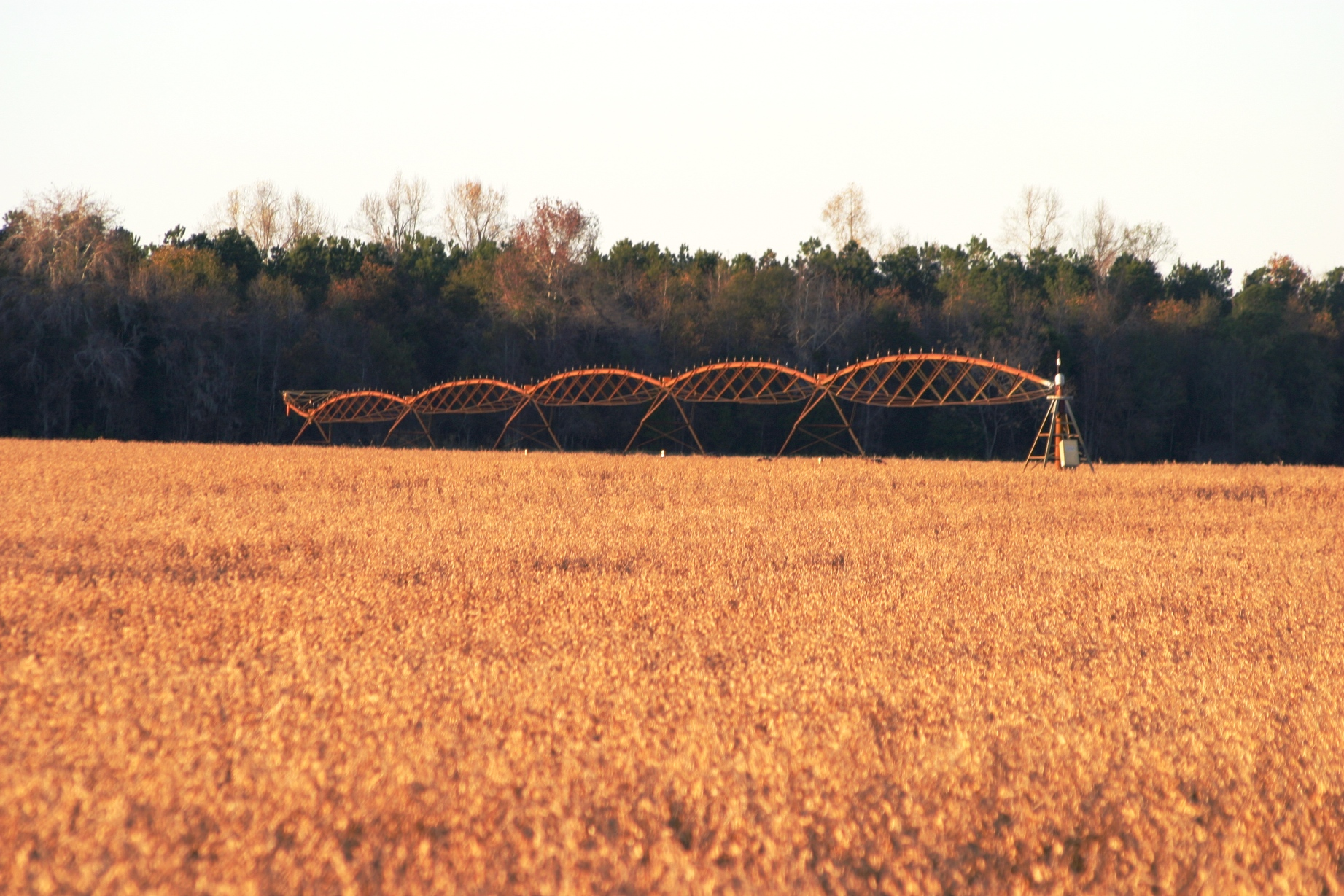
Pole sojowe gotowe do zbiorów w hrabstwie Orangeburg

Karolina Południowa należy do stanów mało zamożnych. Produkt krajowy brutto w Karolinie Południowej w 2015 roku osiągnął wartość 167,7 mld USD, co uplasowało stan na 18. miejscu w Stanach Zjednoczonych. Roczny wzrost PKB w 2016 roku wyniósł 1,4% i był nieznacznie poniżej średniej w Stanach Zjednoczonych (średnia dla wszystkich stanów w 2016 roku wyniosła 1,5%). W przeliczeniu na głowę mieszkańca w 2016 roku PKB wyniósł 37 063 co uplasowało stan na 46. miejscu spośród amerykańskich stanów (średnia krajowa w 2016 wyniosła 50 577 USD).

### Zasoby naturalne, energia i przemysł
Produkcja energii pierwotnej w Karolinie Południowej pochodzi z elektrowni jądrowych, które wytwarzają ponad połowę energii elektrycznej w stanie. W 2018 roku Karolina Południowa zajęła trzecie miejsce w kraju, po Illinois i Pensylwanii, zarówno pod względem zdolności wytwarzania energii jądrowej, jak i rocznej produkcji energii jądrowej.
Największym sektorem zużywającym energię końcową jest sektor przemysłowy, który odpowiada za około jedną trzecią zużycia energii przez stan. Stanowa działalność produkcyjna obejmuje montaż motoryzacyjny i lotniczy, chemikalia i tworzywa sztuczne, produkty z papieru i drewna, gotowe wyroby metalowe i metale pierwotne, maszynerię, sprzęt elektryczny, komputery i produkty elektroniczne, produkty spożywcze i przetwórstwo, a także tekstylia.
Sektor transportowy jest drugim co do wielkości sektorem energochłonnym i wykorzystuje prawie jedną trzecią energii stanu, głównie benzynę silnikową. Sektor mieszkaniowy zużywa około jedną piątą energii stanu, a sektor komercyjny zużywa około jedną szóstą. W 2018 roku około jednej piątej energii elektrycznej wytwarzanej przez stan dostarczały elektrownie węglowe. Stan nie ma własnych zasobów węgla, prawie wszystkie dostawy węgla do elektrowni stanowych w Karolinie Południowej docierają koleją z Kentucky i Illinois.
Karolina Południowa nie ma własnych zasobów ropy naftowej, ani gazu ziemnego. Zasoby te docierają rurociągami międzystanowymi. Zużycie benzyny na mieszkańca w Karolinie Południowej należy do najwyższych w kraju.
Przez stan przepływa kilka większych rzek, które płyną z głębi kraju i uchodzą do oceanu, a rzeki i jeziora Karoliny Południowej zapewniają znaczny potencjał energii wodnej. Przy ponad połowie zalesionego obszaru Karoliny Południowej, odpady drzewne z lasów stanowych, tartaków i przemysłu drzewnego dają znaczne ilości biomasy. Energia wodna, biomasa i energia słoneczna to podstawowe odnawialne zasoby Karoliny Południowej, które w 2018 roku stanowiły około 6% krajowej produkcji netto energii elektrycznej.

### Rolnictwo
Karolina Południowa jest uznawana za wiodącego producenta drobiu. W 2018 roku drób stanowił 40% wpływów pieniężnych z rolnictwa. Znajduje się tutaj ponad 25 tysięcy farm rozrzuconych po całym stanie, a do głównych upraw należą kukurydza, bawełna, soja, orzeszki ziemne, brzoskwinie i pszenica. Powszechna jest także hodowla bydła i indyków.
Karolina Południowa dominuje w branży brzoskwiń (za Kalifornią), jako drugi co do wielkości producent w Stanach Zjednoczonych.

## Uczelnie
- Allen University
- Anderson University
- Charleston Southern University
- Clemson University
- The Citadel (Military College of South Carolina)
- South Carolina State University
- University of South Carolina